# 他拉哈镇
他拉哈镇，是中华人民共和国黑龙江省大庆市杜尔伯特蒙古族自治县下辖的一个乡镇级行政单位。

## 行政区划
他拉哈镇下辖以下地区：
山湾子村、安平村、兴平村、庆平村、康平村、六家子村、永升村、四家子林场生活区和红旗种畜场生活区。